# Lac Eddontenajon
Le lac Eddontenajon est un plan d'eau naturel canadien du nord-ouest de la province de la Colombie-Britannique. Il se situe au nord-ouest du district régional de Kitimat-Stikine au sud du village d'Iskut, dans la haute vallée de la rivière Iskut, principal affluent du fleuve Stikine. Il fait partie d'un chapelet de lac qui comprend de l'amont vers l'aval et du nord au sud : les lacs Kluachon, Eddontenajon, Tatogga, Kinaskan et Natadesleen. Il s'étend sur 10,37 km2.

## Toponymie
Le nom Eddontenajon est issu de la langue amérindienne tahltan où il désigne le cri d'un oiseau aquatique : le huart. Il signifie littéralement: "pleurs d'un enfant dans l'eau". La légende raconte qu'à la suite de la noyade d'un enfant dans le lac, le huart a adopté ce cri. Le nom du lac a parfois été orthographié fautivement Eddontenas.

## Situation
Le lac Eddontenajon se situe dans une zone reculée du nord-ouest de la Colombie-Britannique dans le district régional de Kitimat-Stikine à 490 km au nord de Terrace par la route provinciale BC 37. Cette route qui relie Kitwanga à Dease Lake et au Yukon suit la rive gauche du lac. Les trois localités habitées les plus proches sont Eddontenajon à l'extrémité nord du lac et le village d'Iskut voisin tandis qu'au sud se trouve Tatogga près du lac homonyme. À l'extrémité sud du lac en amont de Tatogga, la route du lac Ealue rejoint la route BC 37, elle dessert la mine de cuivre et d'or de Red Chris,.

## Hydrographie

### Bassin hydrographique
Le bassin versant du lac Eddontenajon couvre 262 km²  aux sources de l'Iskut. Outre l'Iskut qui pénètre le lac par le nord quelques torrents issus des flancs du lac contribuent à son alimentation. Le Coyote sur sa rive gauche, qui draine le lac Ealue, est le plus notable de ses affluents. La région est montagneuse avec des sommets avoisinant les 2000 m. Sur le flanc est le mont Ehahcezetle culmine à 1939 m tandis que sur le flanc ouest le mont Tuktsayda atteint 2276 m et supporte quelques glaciers. Le lac s'établit quant à lui à 825 m d'altitude. À sa sortie du lac au sud, la rivière Iskut forme un court exutoire de 500 m qui se déverse dans le lac Tatogga. L'Iskut conflue finalement avec le fleuve Stikine au niveau du chainon Frontalier de la chaîne Côtière. Le lac s'inscrit dans un chapelet qui comprend du nord au sud (de l'amont vers l'aval) : les lacs Kluachon, Eddontenajon, Tatogga, Kinaskan et Natadesleen,,.

### Morphologie
Le lac Eddontenajon s'étend sur 10,37 km². Il est orienté presque nord-sud (nord-10°) à l'exception de sont extrémité nord incurvée vers le nord-ouest. Il forme une langue de plus de 11 km de longueur qui à sa largeur maximale d'environ 1 km sur les deux-tiers amont (nord) pour se rétrécir progressivement dans le tiers aval (sud),.

### Paramètres physico-chimiques
La transparence des eaux du lac Eddontenajon est bonne, mesurée au disque de Secchi, elle atteint 7,9 m. La faible teneur en phosphore : 4 μg/l classe le lac comme oligotrophe,.
| Profondeur (m) | Oxygène (mg/l) | Température (°C) | Résidu filtrable (mg/l) | H2S (mg/l) | Azote totale (mg/l) | Phosphore total (mg/l) | pH  |
| -------------- | -------------- | ---------------- | ----------------------- | ---------- | ------------------- | ---------------------- | --- |
| atmosphère     |                | 15,5             |                         |            |                     |                        |     |
| surface        | 8,4            | 14,0             | 133                     | 0,0        | 0,02                | 0,004                  | 8,0 |
| 5              | 8,1            | 14,0             |                         |            |                     |                        |     |
| 10             | 8,1            | 13,9             |                         |            |                     |                        |     |
| 15             | 8,9            | 9,8              |                         |            |                     |                        |     |
| 20             | 9,1            | 7,0              |                         |            |                     |                        |     |
| 25             | 9,1            | 6,7              |                         |            |                     |                        |     |
| 30             | 9,1            | 6,1              | 140                     |            |                     |                        |     |
| 35             | 9,1            | 6,0              |                         |            |                     |                        |     |
| 40             | 9,1            | 5,9              |                         |            |                     |                        |     |
| 45             |                |                  |                         | 0,0        | 0.05                | 0,004                  | 7,7 |

## Écologie
La flore environnante du lac Eddontenajon est dominée par les épinettes blanches (Picea glauca) auxquelles s'ajoutent quelques feuillus : les aulnes (Alnus), les peupliers faux-trembles (Populus tremuloides) ou le peuplier baumier (Populus balsamifera). Ces derniers sont présents aux abords de l'eau et dans le fond de la vallée. La végétation aquatique comprend : la renoncule aquatique (Ranunculus aquatilis), la pesse d'eau (Hippuris vulgaris), la renoncule de Gmelin (Ranunculus Gmelinii), la callitriche des marais (Callitriche verna), le potamot filiforme (Stuckenia filiformis) et le potamot pectiné (Stuckenia pectinata). Pour la faune, on note un poisson salmonidé : la truite arc-en-ciel (Oncorynchus mykiss) qui s'y nourrit de mollusques bivalves ou gastéropodes et de crevettes d'eau douce.